# Earthtone9
earthtone9 ist eine 1996 gegründete Alternative-Metal-Band aus Nottingham, England. Die Musikgruppe veröffentlichte bis zu ihrer zwischenzeitlichen Auflösung im Jahr 2002 unter anderem drei Studioalben. Seit ihrer Reunion 2010 erschienen unter anderem mit Hilfe von Crowdfunding-Kampagnen zwei weitere Alben und eine EP.

## Geschichte
Die Gitarristen Joe Roberts und Owen Packard und Bassist Graeme Watts waren in den frühen 1990ern Mitglieder einer Band namens „Warp Spasm“, welche später in „Blastcage“ umbenannt wurde. Als Karl Middleton und Simon Hutchby den vorigen Sänger beziehungsweise Schlagzeuger ersetzten, gründete man 1996 als Konsequenz daraus earthtone9. Ihren Namen entlieh die Band dem Helmet-Song In the Meantime, der mit den Worten Earth tone suits you – So give it a smile beginnt.

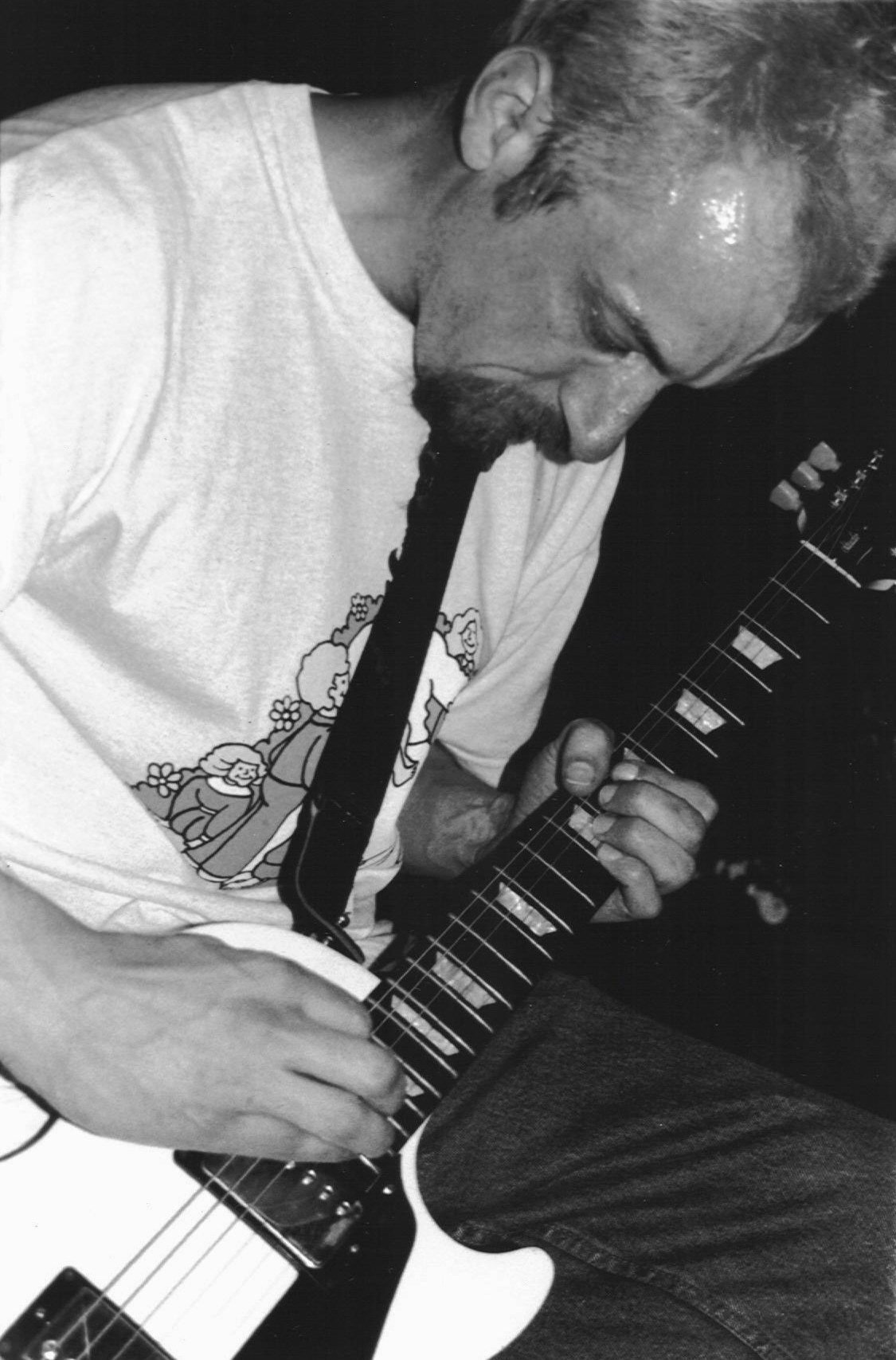
Joe Roberts im Jahr 2002

Ab Herbst 1996 bis Frühjahr 1997 entstanden im „Backstage Studio“ in Ripley drei Demos, welche 1998 im Rahmen des ersten Albums lo-def(inition) discord über das von Freunden geführte Plattenlabel Copro Records eine breitere Öffentlichkeit erreichen konnten. Die selbstproduzierten Songs wurden hierfür lediglich von Dave Chang neu gemixt und in ihrer Abfolge geändert. Ergänzt wurden die vorhandenen Stücke von drei im Winter 1997 in den „Philia Studios“ in Henley-on-Thames neu aufgenommenen Songs, weshalb das Album insgesamt nur £ 500 kostete. In den Fachmagazinen Metal Hammer UK als auch im Kerrang! erschienen sehr wohlwollende Kritiken zum Debütalbum. Ihr erstes Konzert gab die Band in der Trillians Rock Bar in Newcastle.
Im Jahr 1999 verließ Joe Roberts die Band, kam aber schon vor den nur einwöchigen Aufnahmen zu off kilter enhancement rechtzeitig wieder zurück und übernahm somit wieder den Posten des zwischenzeitlich eingestiegenen Gitarristen Simon Johnson, der auch am Songwriting beteiligt war. Das zweite, von Dave Chang produzierte Album stellt mit seiner „berserkerhaften“ „Mischung aus kruden Noiseteilen und psychedelischen, schrägen Melodiebögen“ das kompromissloseste und härteste Werk der Briten dar. Songs wie grind and click oder i nagual eye wurden zu oft gespielten Highlights auf Konzerten der Band, zum Beispiel auf der im Dezember folgenden UK-Tour mit den damals hochgehandelten One Minute Silence oder der sich anschließenden Europatour mit Misery Loves Co. und Kill II This. Zwischenzeitlich hatte sich Bassist Graeme Watts dazu entschieden, die Gruppe zu verlassen und nach ein paar Konzerten mit dem Kurzzeitersatz Jamie Floate stieg Dave Anderson fest bei earthtone9 ein. Vom Kerrang!-Magazin erhielten earthtone9 eine Nominierung zur „Band des Jahres“, die Plattenbesprechungen waren ausnehmend positiv.
Im Booklet zur ersten und ursprünglich auf 2000 Stück limitierten EP hi-point findet man den Passus „four in four, three-twothousand“, was als Hinweis darauf zu verstehen ist, dass es der Band gelang, im März 2000 vier Songs innerhalb von nur vier Tagen aufzunehmen. Darunter findet sich eine vitriolic hsf2000 betitelte, überarbeitete Version von vitriolic hsf vom Debüt der Band. Joe Roberts dazu: „vitriolic entwickelte sich wie jeder andere Song weiter, hier eine hinzugefügte Harmonie, dort ein kurzer Stopp, leicht verändertes Picking und so weiter – Wir fanden das neue vitriolic so viel besser und wollten es auch auf Platte festhalten“. Auch auf Konzerten wurden gelegentlich Songs weiter entwickelt und fortgeführt; ausufernde Live-Darbietungen waren keine Seltenheit. Die Musikkritiker des Kerrang! bedachten die EP mit den Worten „unvorhersehbar, originell und sehr, sehr cool. Das ist Metal, der sich traut, anders zu sein und es verdient, so oft wie möglich gehört zu werden.“

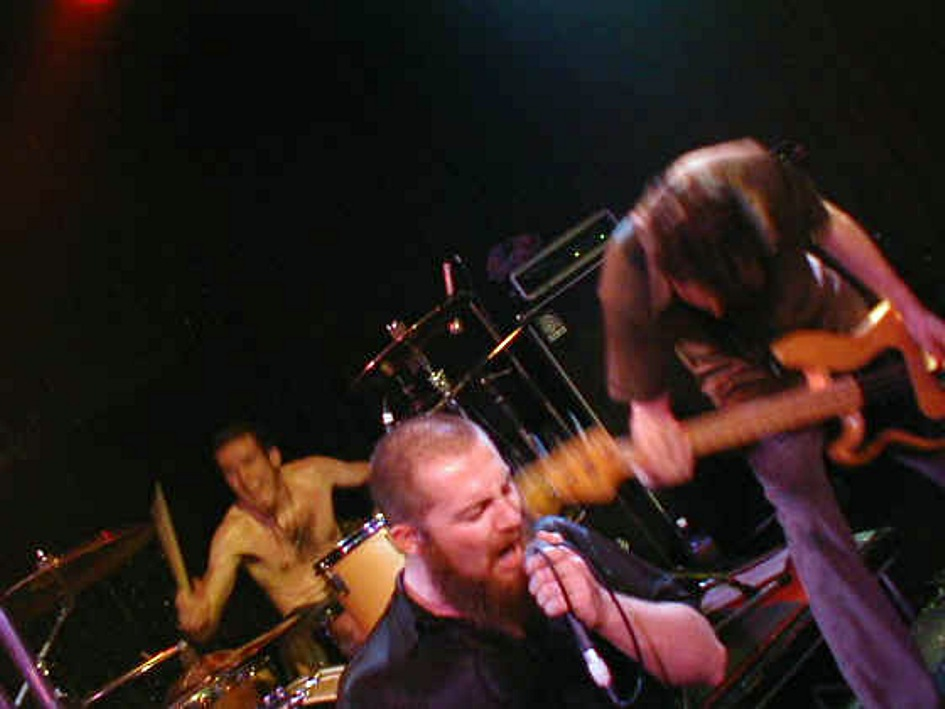
Simon Hutchby, Karl Middleton & Dave Anderson live im Jahr 2000

Nur ein knappes halbes Jahr später fand das dritte Album mit dem Titel arc'tan'gent den Weg in die Plattenläden. Zu diesem Zeitpunkt hatte sich earthtone9 einen solch guten Ruf mit ihren Alben und insbesondere ihren energischen Auftritten gemacht, dass der angesehene Andy Sneap (u. a. Earth Crisis, Machine Head, Napalm Death) für die komplette Produktion in den „Philia Studios“ verantwortlich zeichnete. Dort sah sich die Band aufgrund des von der Plattenfirma erhöhten Budgets für die Aufnahmen erstmals Umständen gegenüber, die Arbeiten unter professionellen Bedingungen und ohne übermäßigen Zeitdruck ermöglichten.
Nicht wenige Musikmagazine und Journalisten bezeichneten earthtone9 zu diesem Zeitpunkt als eine der hoffnungsvollsten Bands der Gegenwart, verschiedene Auszeichnungen als beste Rockgruppe der UK gingen an die Herren aus Nottingham. Der Song tat twam asi wurde zu einem häufig gespielten Clubhit. tat twam asi ist eine yogische Bezeichnung für die höchste Form der Erleuchtung und auch ein zentrales inhaltliches Thema in Hermann Hesses Steppenwolf, wo es für Selbstfindung und intellektuelle Transzendenz steht.

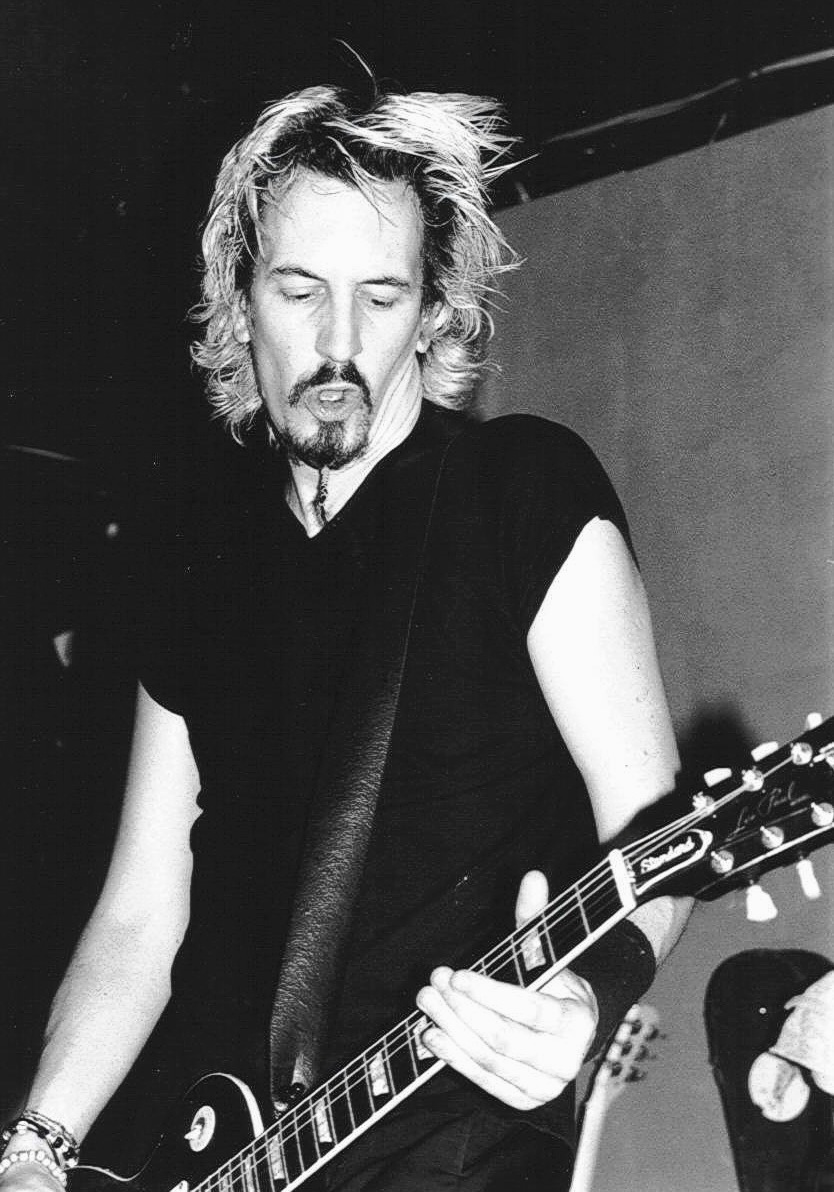
Owen „Oz“ Packard

Alle Mitglieder von earthtone9 gaben im Jahre 2000 ihre Berufe auf, um sich rein auf die Band konzentrieren zu können. Alleine 170 Shows innerhalb eines Jahres waren die Folge: Neben vier so genannten „Evolution Fests“, Headliner-Mini-Touren mit unter anderem Skindred, Guano Apes, Dog Fashion Disco, Vacant Stare und Stampin’ Ground, gab es kleinere Touren mit Pitchshifter oder auch den damals noch unbekannten Lostprophets aus Wales. Es folgten schon bald größere, hoffnungsvolle Supportshows quer durch Europa für Soulfly und Fear Factory. Trotz aller Erfolge konnte aber kein Mitglied jemals von den Erlösen ihrer Musik leben.
Im Jahr 2001 nahm earthtone9 unter dem Arbeitstitel i hate corn nuts im Island-Records-Studio „Fallout Shelter“ drei Promo-Songs auf, in der Hoffnung, ein Angebot für einen Majordeal zu erhalten. Obwohl die vergleichsweise zugänglichen und gesangsorientierteren Stücke aus diesen Aufnahmesessions für manche das Highlight des Schaffens der Band darstellen, war der Versuch nicht von Erfolg gekrönt: Island Records lehnte das Demo ab und auch Verhandlungen mit anderen Interessenten verliefen schlussendlich im Sande. Nach dieser Enttäuschung verließ der langjährige Schlagzeuger Simon Hutchby die Band im Juli des gleichen Jahres kurz vor einer Tour mit Linea 77. Weiterhin waren die Alben der Band nur über ausgewählte Musikläden erhältlich, in den USA wurden erst 2002 auf einen Schlag alle drei volle Studioalben der Band verfügbar gemacht.

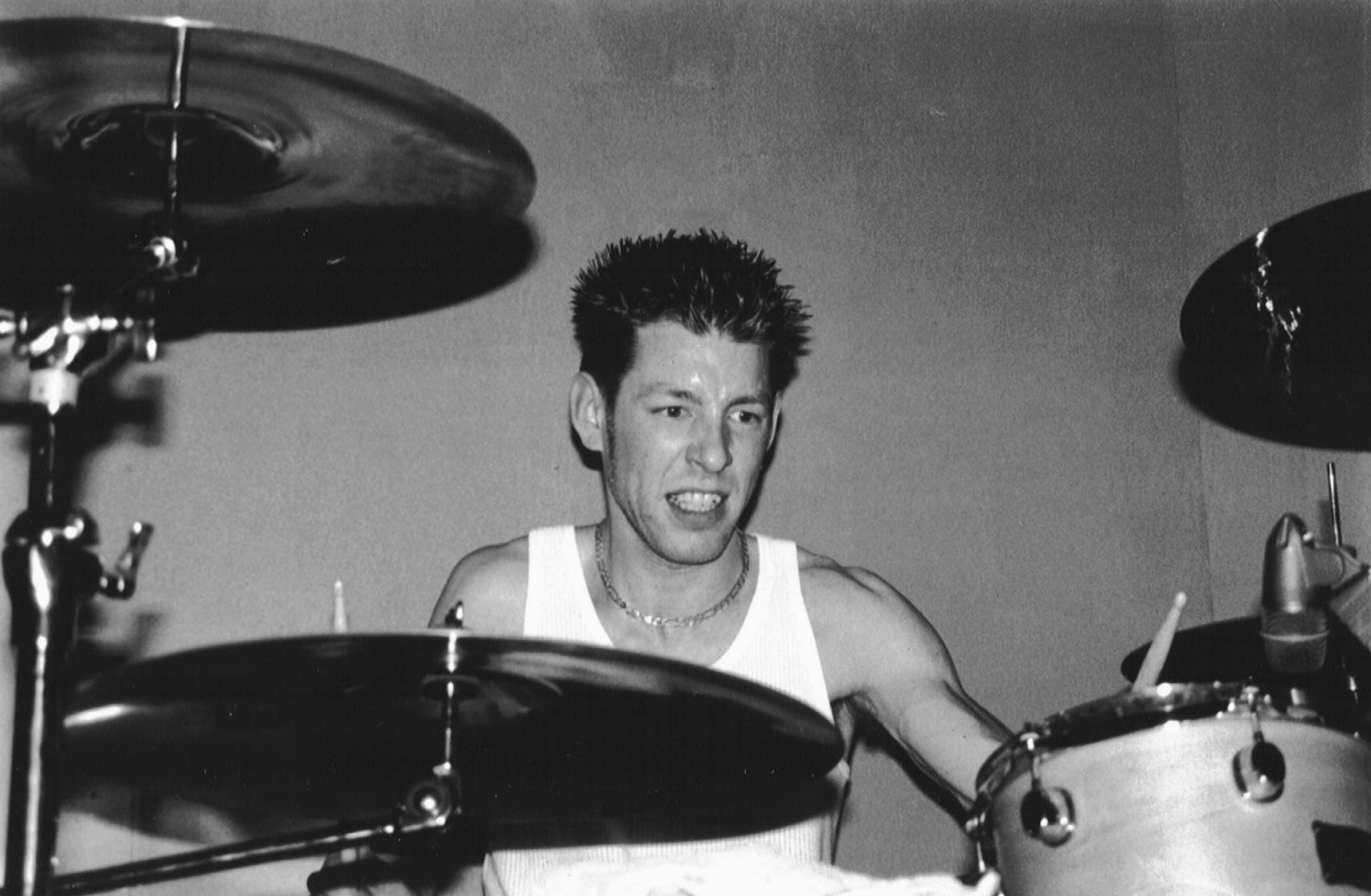
Alex Baker während der Abschiedstour 2002

Obwohl zwischenzeitlich Richie Mills von Sunna am Schlagzeug ausgeholfen hatte und kurz darauf Alex Baker fest in die Band eingestiegen war, gab earthtone9 im Jahre 2002 desillusioniert, zerstritten über die musikalische Zukunft und zermürbt durch die nicht einfachen Umstände des ständigen Tourens als Vorband auf. Im Nachhinein wurde über Copro Records noch die passend betitelte EP omega veröffentlicht, auf der die drei zuvor aufgenommenen Songs, das bis dahin unveröffentlichte Stück orchid frequency von 1999, eine elfminütige Live-Aufnahme von binary101 und zwei Musikvideos zu finden sind.
Das Abschlusskonzert von earthtone9 fand am 13. April 2002 im intimen Rahmen der gut 500 Zuschauer fassenden und ausverkauften Highbury Garage in London statt. Beendet wurde es nach dem letzten Song withered – zugleich das allererste geschriebene Stück der Band – durch ein knappes „Fuck you and goodnight.“
Posthum erblickte 2004 unter dem Titel hi-point (rem) eine von Dave Chang in den „Philia Studios“ remasterte Version der ersten EP hi-point das Licht der Welt. Karl Middleton begrüßte die Überarbeitung und neuerliche Veröffentlichung, da die Songs nun „näher an der ursprünglichen Vision“ seien. Die Neuauflage der CD kommt weiterhin mit verändertem Artwork und anderer Verpackung. Eine für Ende 2002 angekündigte DVD mit großteils unveröffentlichtem Material und zwei komplett gefilmten Konzerten der Band erschien nie; das kleine Musiklabel Copro Records verwies auf die zu hohen Produktionskosten. Auf dem 2007 von Funeral for a Friend zusammengestellten Sampler „Back To The Bus“ sind earthtone9 als eine von vierzehn ausgewählten Bands mit ihrem Song tat twam asi vertreten.
In den folgenden Jahren waren ehemalige Musiker von earthtone9 in diversen Bands und musikalischen Projekten aktiv. Als inoffizielle Nachfolgeband von earthtone9 galt die von Sänger Karl Middleton angeführte Gruppe The Blueprint, die musikalisch einen ähnlichen Weg einschlug. Des Weiteren waren ehemalige Mitglieder der Band unter anderem bei Twin Zero, The Lucky Nine, Ninedenine, Mywar, Blackstorm, This Is Menace und Standing Dead Centre aktiv. Karl Middleton arbeitete unterdessen zudem am Brighton Institute of Modern Music.

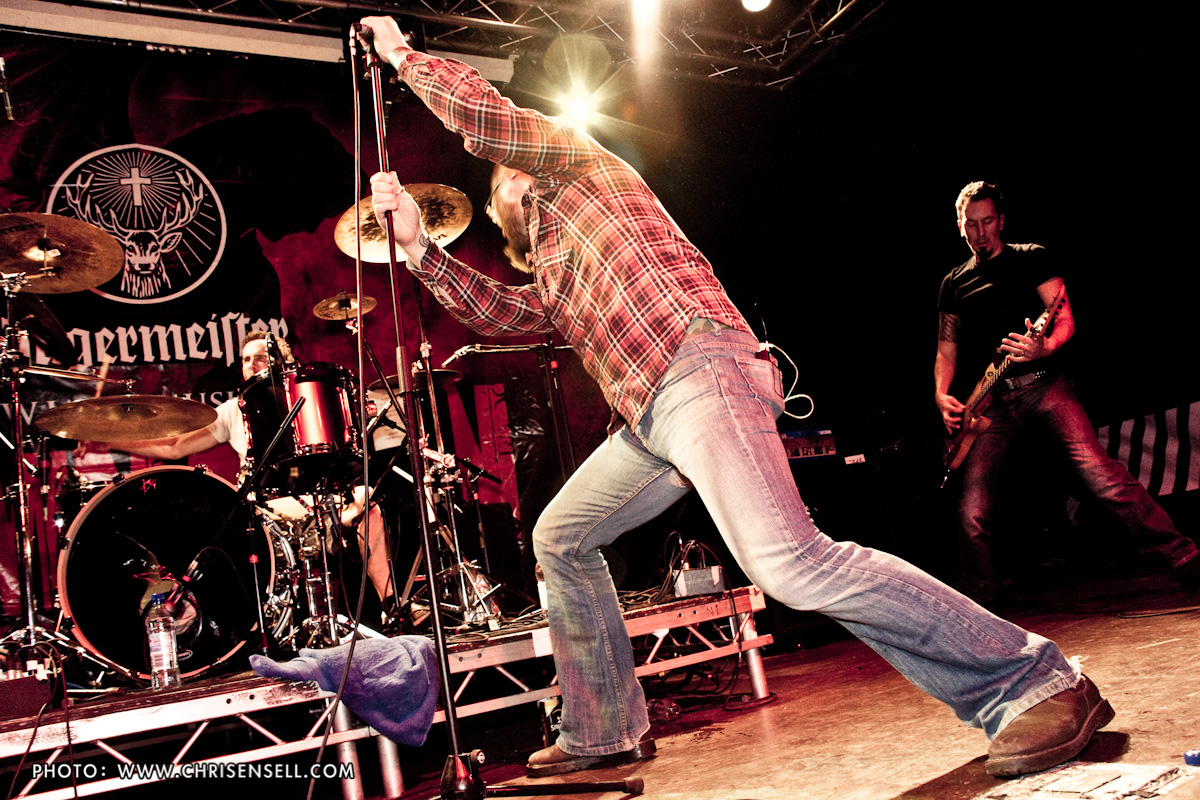
earthtone9 beim Damnation Festival in Leeds 2010

Nach der Ankündigung einer Best-of-Kompilation Mitte Mai 2010 gab es erste Spekulationen über eine mögliche Reunion von earthtone9, die von der Band aber anfänglich nur zurückhaltend beantwortet wurden: Man wolle nur die Gelegenheit ergreifen, auf das zehnjährige Jubiläum des häufig als Meisterwerk angesehenen arc'tan'gent hinzuweisen, auf das man auch selbst bis heute stolz sei und eventuell das ein oder andere Konzert spielen. Dem Erscheinen der auch legal kostenlos herunterladbaren Kompilation Inside, Embers Glow... A Collection Of Earthtone9's Aural Communiqués 1998-2002 im Juli folgte ein erster Auftritt während der englischen Ausgabe des Sonisphere Festivals, im November trat die Band beim Damnation Festival an der University of Leeds auf.
Danach verstärkten sich die Aktivitäten von earthtone9 zusehends. Im Frühjahr 2011 ging die Band auf eine UK-weite Tour, bei der The Ocean, Maybeshewill und Humanfly als Support auftraten. Auf der Crowdfunding-Plattform PledgeMusic, über die Künstler im Voraus Geld für zukünftige Projekte sammeln können, suchte die Band ab März 2011 nach Unterstützern für ihr Vorhaben, eine For Cause and Consequence betitelte EP mit vier neuen Songs zu veröffentlichen. Nach dem Erreichen des anvisierten Betrags spendete die Band 10 % des nicht erwarteten Mehrerlöses an wohltätige Organisationen zur Krebserforschung, Mitte Mai wurde die EP allen Unterstützern zum Download bereitgestellt. Auf DVD erschien mit live from london garage ein Mitschnitt eines im Mai 2011 gespielten Konzerts in der Relentless Garage in London. Wer sich während der vorigen Crowdfundingphase für die Option „Home Movies Galore“ entschieden hatte, bekam mit odds, sods & clingfilmed cocks eine Zusammenstellung verschiedener Videos von der Bandgründung bis hin zum jüngsten Musikclip der Band zum ebenso auf der EP befindlichen Song The Tide Of Ambition zugesandt.
Im Jahr 2012 entschieden sich Joe Roberts und Dave Anderson aus Zeitgründen dazu, keine weiteren Konzerte mehr mit earthtone9 zu spielen, weiterhin aber musikalische Ideen beizusteuern. Der vormalige Gitarrentechniker Gez Walton (ehemals The Ghost of a Thousand) stieß als neuer Gitarrist zur Band. Russ Stedman, der Ende 2011 schon bei Live-Auftritten ausgeholfen hatte, wurde neuer Bassist. Erneut über PledgeMusic versuchte die Band ab Anfang Juni die Kosten für die Aufnahme und Veröffentlichung eines neuen Studioalbums zu decken. Mit Horizon's End wurde eine von Chris Sheldon produzierte Vorab-Single zum Download bereitgestellt. Am 23. Juli 2012 wurde der anvisierte Betrag über PledgeMusic erreicht, im April 2013 das IV benannte Album veröffentlicht. Es markiert unter anderem die Abkehr der Band von den bewusst abstrakt gehaltenen Songtiteln hin zu einem insgesamt direkteren und einfacheren Ansatz.
Nach einem Umzug von Sänger Karl Middleton in die Vereinigten Staaten lag die Band ab 2015 wieder auf Eis. Von Gitarrist Owen Packard schon geschriebene Riffs für ein weiteres earthtone9-Album nutzte dieser für sein seit 2014 aktives Projekt Unearth The Kings, in dem auch Schlagzeuger Jason Bowld (u. a. AxeWound, Pitchshifter) mitspielt, Sänger ist Ali Ross von Cars On Fire. Im November 2018 war earthtone9 als Vorband während einer 20th Anniversary UK Tour von Pitchshifter zu sehen.
Im Jahr 2021 erschienen mit Lo-Def(inition) Discord, Off Kilter Enhancement und einer „20th Anniversary Edition“ von Arc'tan'gent drei Studioalben als limitierte Reissues auf Vinyl.
Nach der Vorabsingle Oceanic Drift im März 2024 und dem schon von dem Nebenprojekt Standing Dead Centre bekannten Stück Navison Record folgte am 21. Juni 2024 über Candlelight Records mit In Resonance Nexus das fünfte Studioalbum der Band. Auf diesem sind die Gründungsmitglieder Karl Middleton, Owen Packard und der 2023 zurückgekehrte Joe Roberts zu hören. Für die im Homestudio aufgenommenen Schlagzeugspuren zeichnet Jason Bowld (seit 2017 bei Bullet for My Valentine) verantwortlich, der Bass wurde vom Produzenten Lewis Johns und dem u. a. von Aeon Zen bekannten Rich Gray eingespielt. Erst nach Abschluss der Aufnahmen kam mit Jay Walsh im März 2024 ein neuer Drummer zur Band.

## Stil und Rezeption
Stilistisch verband earthtone9 unterschiedlichste Einflüsse aus Rock, Metal, Noise und Hardcore. Charakteristisch waren die ständigen Stimmungswechsel innerhalb einzelner Songs und Alben. Oftmals wurden Härte und beklemmende Momente mit einer großen Harmonieverliebtheit und Melodielastigkeit kombiniert. Eine Vielzahl Kritiker attestierte earthtone9 genresprengende Kreativität, Innovationsfreude und musikalische Zeitlosigkeit. Trotz ihrer zwischenzeitlichen Auflösung kann earthtone9 bis heute auf eine große Anhängerschaft blicken, der Band wird mitunter Kultstatus zugesprochen.
Im deutschen Musikmagazin Rock Hard urteilte Marcus Schleutermann, earthtone9 bewegten sich „mit absoluter Selbstverständlichkeit ... in einem Spannungsfeld voller Gegensätze. Ungestüme (Neo-)Metal-Kraft, sinnvoll dosierte Noise-Attacken und Aggro-Shouting treffen auf zerbrechlichen Gesang, verträumten Indie-Rock, zauberhaft schöne Melodien und Refrains für die Ewigkeit – ein wahnwitziger Husarenritt zwischen Neurosis, Tool und Motorpsycho“. Mal scheine es, als jamme Crowbar mit Monster Magnet, ein anderes Mal klinge es „wie Misery Loves Co. nach einer Palette Red Bull.“ Die Band sei „so innovativ wie seinerzeit Celtic Frost und Faith No More“.
Gitarrist Joe Roberts zählte so unterschiedliche Bands wie Alice in Chains, Carcass, Faith No More, Helmet, Metallica, Monster Magnet und The Police zu seinen Einflüssen, während er aber darauf bestand, keinem seiner musikalischen Vorbilder nachzueifern. Als Ziel galt der Band, Tool oder Queens of the Stone Age ähnlich, einen unverwechselbaren Stil zu entwickeln.

## Trivia

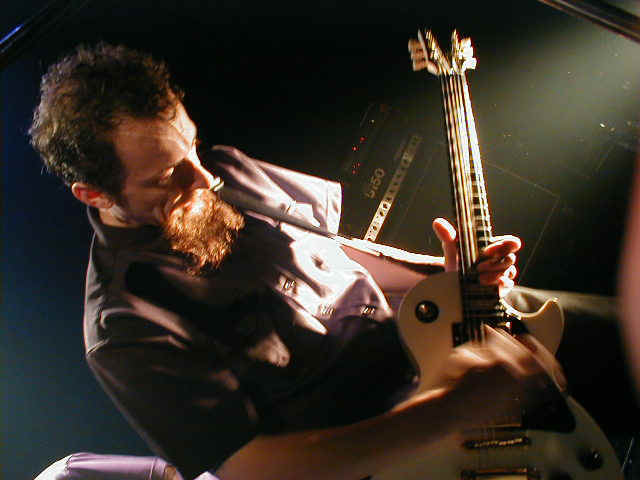
Joe Roberts im „Aldershot West End Centre“ 2000

earthtone9 wurden zu Anfang ihrer Karriere oft als arrogant und unnahbar angesehen, weil sie sich durch ihr unkonventionelles Auftreten von der Masse abgrenzten: Sie legten keinen Wert auf modisches Erscheinen, verzichteten auf größere Showeffekte, variierten ihre teils ungewöhnlichen Frisuren und Bärte (Joe Roberts: „It's all about beards“, das Terrorizer-Magazin spricht 2013 von „beard rock“) und verwirrten mit unklaren Songtiteln und -texten.

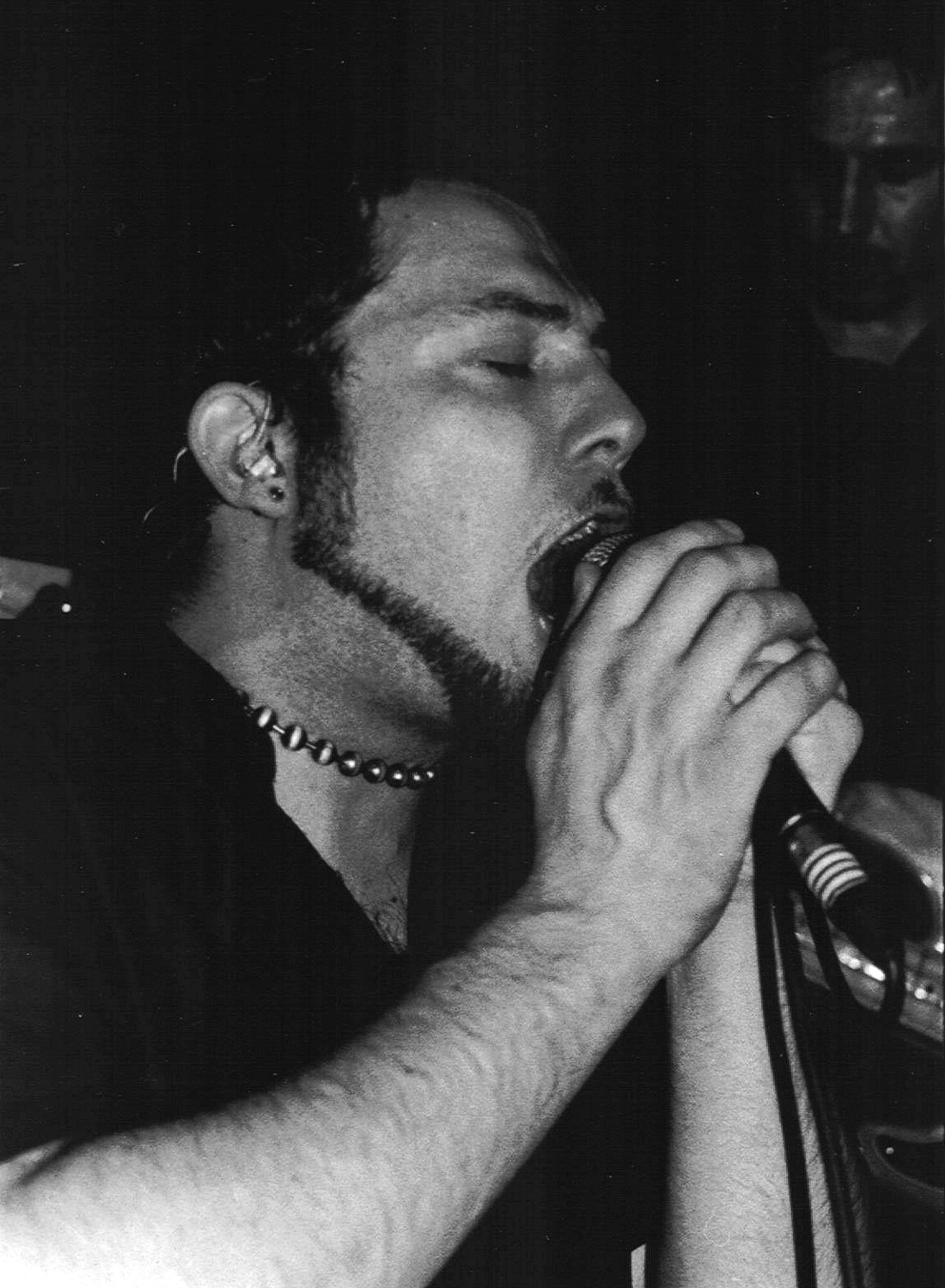
Karl Middleton bei einem der letzten Konzerte auf der Abschiedstour 2002

Karl Middleton verfolgte keine definitive Aussage mit seinen Texten, sondern verwendete Wörter und Sätze eher nach deren Klang und passender Stimmung. Jeder solle seine eigenen Interpretationen finden, die dann auch im persönlichen Kontext „richtig“ seien. Auch die Titel der Kompositionen wie beispielsweise zechariah rush (uru shalom har meggidon) sollten eher den jeweiligen Charakter der Songs verstärken als dass sie in Verbindung mit den textlichen Inhalten an sich stünden. Manche Kritiker sahen in den Songtiteln und Texten eine zur Schau gestellte Intellektualität – dem widersprach Sänger Karl Middleton aber vehement: „That's irony: By not saying anything, people assume you're above saying anything and we're not, it's just music. That's all.“
Die 2002 durch Abstract Sounds in den USA veröffentlichten Alben unterschieden sich allesamt von den via Copro Records vertriebenen Versionen. Das Design der Booklets wurde verändert und teils gekürzt, Schriftarten wurden ausgetauscht und der CD-Aufdruck entspricht nicht mehr den europäischen Veröffentlichungen. Dafür weist lo-def(inition) discord den Bonustrack orchid frequency auf, das Zweitwerk off kilter enhancement wurde durch den Hidden Track You Again (Eine Coverversion der neuseeländischen Band Shihad) aufgewertet und auf arc'tan'gent findet sich das Musikvideo zu tat twam asi.

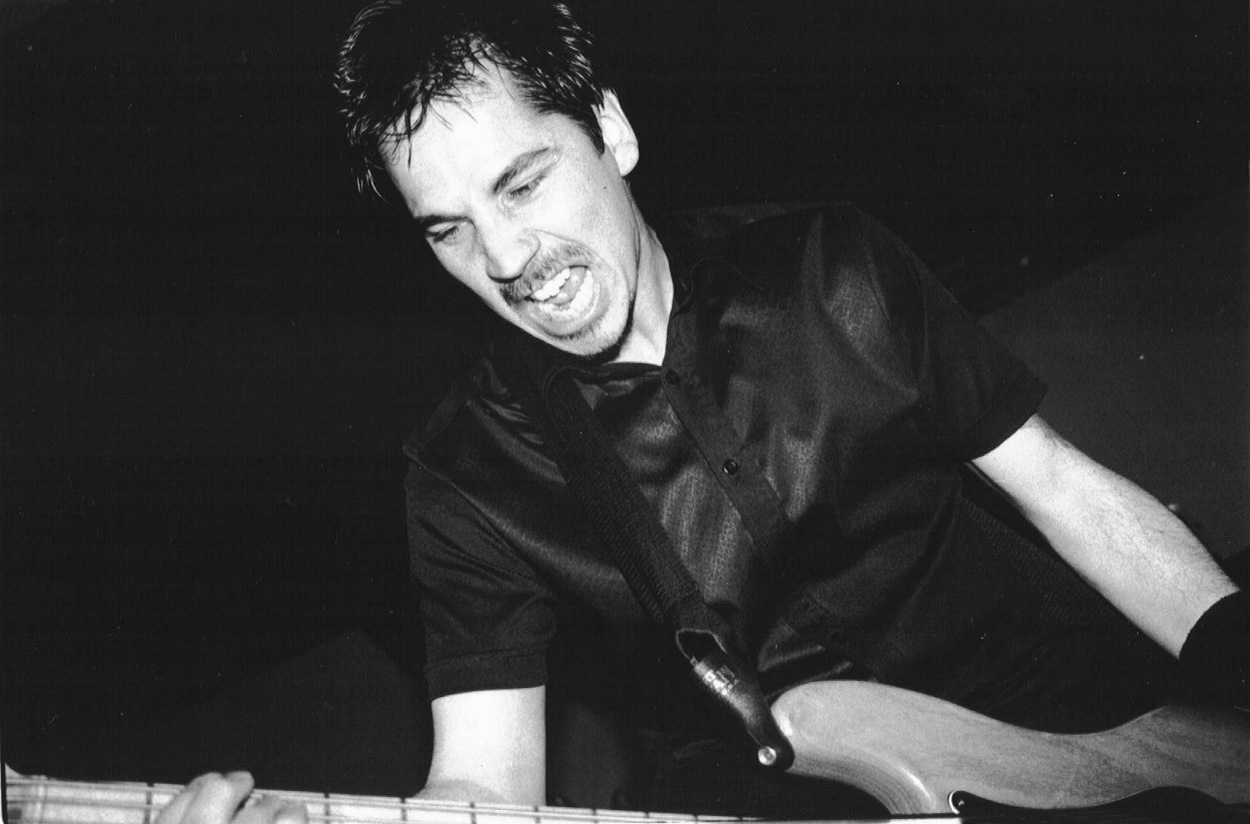
Dave Anderson live 2002

Kein Bandmitglied aß Fleisch. Dave Anderson und Owen Packard sind Vegetarier, Karl Middleton und Joe Roberts Veganer. Mehrfach überliefert ist, dass sich letztere regelmäßig darüber stritten, ob Honig gestattet sei oder nicht. Gerüchte, die besagen, die Band sei Straight Edge, stimmen nicht.
Die Aufmerksamkeit, die earthtone9 durch ihre Musik bekamen, nutzten die Mitglieder oftmals, um auf gesellschaftliche und umweltliche Problemfelder aufmerksam zu machen. So fanden sich beispielsweise in den CD-Booklets Aufrufe und Weblinks zu Greenpeace, einer kleineren, WWF-ähnlichen Organisation von Bill Hicks oder einer Stiftung, die ausgesetzte und heimatlose Hunde wieder an Tierfreunde zu vermitteln versucht.
Im Rahmen größerer Touren ergaben sich immer wieder Situationen, die auf das Klischee Sex, Drugs & Rock'n'Roll hinausliefen. Dem verweigerten sich earthtone9 jedoch beharrlich: die Band zog beispielsweise Gespräche mit Fans, Stadtbesichtigungen und ruhige Momente als Kontrast zum extrovertierten Bühnenleben vor. Kritisch kommentierte die Band in ihrem Online-Tagebuch das Verhalten anderer Gruppen beispielsweise als „very Mötley Crüe“.

## Diskografie

### Alben
- Lo-def(inition) Discord – 24. August 1998
- Off Kilter Enhancement – 19. Juli 1999
- Arc’tan’gent – 25. September 2000
- IV – 7. April 2013
- In Resonance Nexus – 21. Juni 2024

### EPs
- Hi-Point – 10. April 2000
- Omega – 8. April 2002
- Hi-Point (rem) – 23. August 2004
- For Cause and Consequence – 16. Mai 2011

### Live-Alben
- Live from London Garage – 31. Juli 2012

### Kompilationen
- Inside, Embers Glow… A Collection of Earthtone9’s Aural Communiqués 1998–2002 – 1. Juni 2010

### Videoalben
- Odds, Sods & Clingfilmed Cocks – 2011
- Live from London Garage – November 2011

## Musikclips
- tat twam asi (2000):[56] Nie kommerziell veröffentlicht, es existieren jedoch Kopien zu Werbezwecken, wodurch das Video zu seltenen Einsätzen im US-amerikanischen MTV2 kam. 2002 fand sich der Videoclip auf der EP omega und zusätzlich auf dem Re-Release von arc’tan’gent über Abstract Sounds, außerdem war er Teil der im November 2004 erschienenen Promo-DVD „COP TV“ von Copro Records.[57] Auch auf der 2011 erschienenen EP For Cause and Consequence war er enthalten.
- amnesia (2002):[58] Das Video ist als Bonustitel auf der EP omega zu finden und zeigt hauptsächlich Live-Aufnahmen. Ebenso auf der Promo-DVD „COP TV“ von 2004 enthalten.
- evil crawling i (2010):[59] Zur Veröffentlichung der Best-of-Kompilation Inside, Embers Glow… wurde ein Videoclip zu diesem schon im Jahr 2000 auf dem Album arc’tan’gent veröffentlichten Song aufgenommen. Das Video ist als Bonustitel Teil der EP For Cause and Consequence aus dem Jahr 2011.
- tide of ambition (2011):[60] Der Musikclip zum ersten Stück der EP For Cause and Consequence ist als Bonus auf der EP enthalten.
- Preacher (2013):[61] Von Sitcom Soldiers produzierter Performance-Videoclip zur Single aus dem Comeback-Album IV.
- Oceanic Drift (22. März 2024)
- Navison Record (2. Mai 2024)
- Black Swan Roulette (13. Juni 2024)